# 美國陸軍狙擊兵學校
美國陸軍狙擊兵學校（United States Army Sniper School）設立於美國佐治亚州班寧堡美国陆军第199步兵旅內。最初美國陸軍狙擊兵學校設於1955年不過時間不長，於1956年在俄亥俄州佩里營區解散。之後美國第一所永久的陸軍狙擊兵學校於1987年同樣成立在佐治亚州班寧堡。

## 訓練目標
學校訓練學員在狙擊諸方面之戰技操練及裝備運用，如善射者之狙擊訓練、狙擊裝備使用、狙擊戰術演練、戰場軍事情報收集、跟獵訓練，及其它狙擊相關的戰技。學員的主要任務是能夠進行遠程，及精確的火力狙擊任務。他們次要的任務是進行戰場信息的收集和回報。進一步、訓練學員穿上吉利服與周遭環境融合而不被發覺。學員必須通過一項科目、即在距離300米範圍之小觀測台監察員的觀察下，能夠在潛伏的情況下一槍命中目標而且不被發現。學員被訓練使用M24狙擊手武器系統、巴雷特M82狙擊步槍，以及M110狙擊步槍等狙擊步槍。美國陸軍在2011年1月18日配發3把XM2010增強型狙擊步槍給美國陸軍狙擊兵學校作為訓練用。
學校課程有七週之久，學校對現役軍人，儲備役人員，以及國民警衛隊等人員開放。學員必須具有MOS碼系列、比列如：11（步兵）、18（特種部隊），或19D（CAV偵察兵）等之資格。
美國陸軍國民警衛隊於1993年在阿肯色州羅賓遜機動訓練中心（Camp Robinson）建立第二所狙擊兵學校"美國陸軍國民警衛隊槍法訓練中心"（Guard Marksmanship Training Center (NGMTC) ）。其訓練課程均轉移自佐治亚州班寧堡陸軍狙擊兵學校的狙擊課程。

## 外部連結
- Army Sniper School （页面存档备份，存于） at About.com.
- Sniper students make the grade － The Bayonet
- Snipers Bring School to Iraqi Desert （页面存档备份，存于） － DefenseLink
- 迅速判斷戰場環境狙擊隊獨立作戰精準射擊 （页面存档备份，存于）